# 武藤伸明
武藤 伸明（むとう のぶあき、1967年7月 - ）は、日本の計算機科学者（離散幾何学・計算幾何学）。学位は博士（工学）（横浜国立大学・1995年）。静岡県立大学経営情報学部学部長（第13代）・大学院経営情報イノベーション研究科教授。
静岡県立大学経営情報学部助教授、静岡県立大学経営情報学部准教授、静岡県公立大学教職員組合委員長（第12代）などを歴任した。

## 来歴

### 生い立ち
1967年生まれ。横浜国立大学に進学し、工学部の電子情報工学科に在籍した。1990年、横浜国立大学を卒業すると、そのまま同大学の大学院に進学した。1995年、横浜国立大学の大学院にて、工学研究科の博士後期課程を修了した。その際、博士（工学）の学位を取得した。学位論文の題は「素性構造文法による日本語処理に関する研究」であった。

### 研究者として
大学院修了後の1995年、静岡県立大学に採用され、経営情報学部の助手として着任する。1999年には、静岡県立大学の経営情報学部にて、講師に昇任している。2005年には、同じく静岡県立大学の経営情報学部にて、助教授に昇任した。また、2007年には、「学校教育法の一部を改正する法律」の施行にともない、静岡県立大学の経営情報学部にて准教授に就任した。経営情報学部においては、主として経営情報学科の講義を担当した。また、静岡県立大学の大学院においては、2011年に経営情報イノベーション研究科が新設されると、経営情報イノベーション専攻を担当する准教授を兼務することとなった。なお、経営情報イノベーション研究科の前身となった経営情報学研究科は、在籍中の院生が修了する2012年3月までは並存するため、それまでの間は、経営情報学研究科においても経営情報学専攻の准教授を兼務した。2016年4月、静岡県立大学の経営情報学部にて教授に昇任した。また、静岡県立大学の大学院においても、経営情報イノベーション研究科の教授を兼務することとなった。2021年4月、竹下誠二郎の後任として、静岡県立大学の経営情報学部にて学部長に就任した。

## 研究
専門は工学であり、中でも情報工学を中心に研究している。具体的には、離散幾何学や計算幾何学といった分野を研究している。一例として、平面上におけるタイリングパターンについて、それを生成の手法について研究を重ねている。また、それ以外にも、大量のデータに基づく統計量の抽出や、さらにそれを可視化する手法についても、研究を行っている。なお、学会活動としては、電子情報通信学会に所属している。

## 略歴
- 1967年 - 誕生。
- 1990年 - 横浜国立大学工学部卒業。
- 1995年 - 横浜国立大学大学院工学研究科博士後期課程修了。
- 1995年 - 静岡県立大学経営情報学部助手。
- 1999年 - 静岡県立大学経営情報学部講師。
- 2005年 - 静岡県立大学経営情報学部助教授。
- 2007年 - 静岡県立大学経営情報学部准教授。
- 2016年 - 静岡県立大学経営情報学部教授。
- 2018年 - 静岡県公立大学教職員組合委員長。
- 2021年 - 静岡県立大学経営情報学部学部長。

## 著作

### 共著
- 静岡県立大学経営情報研究会編『Windows98で学ぶ情報リテラシ』開成出版、1998年。ISBN 9784876031924
- 湯瀬裕昭・渡部和雄編著、鈴木直義ほか著『ネットワーク社会の情報リテラシ――Windows XP、Office XPからインターネット、Linuxまで』共立出版、2002年。ISBN 9784320120471
- 小林健一郎ほか著『教養情報科学概論――ユビキタス時代の情報活用』共立出版、2004年。ISBN 9784320121140
- 湯瀬裕昭・渡部和雄編著、鈴木直義ほか著『大学必修情報リテラシ――Windows Vista、Office 2007、Active!mail対応』共立出版、2009年。ISBN 9784320122284

### 寄稿
- Nobuaki Mutoh, "Maximum distance for n points in a unit square or a unit circle.", Discrete and Computational Geometry, Springer, 2003, pp.9-13.
- Nobuaki Mutoh, "The polyhedra of maximal volume inscribed in the unit sphere and of minimal volume circumscribed about the unit sphere.", Discrete and Computational Geometry, Springer, 2003, pp.204-214.
- Nobuaki Mutoh, "A method to generate polynomioes and polyamonds for tilings with rotational symmetry.", Graphs and Combinatorics, Vol.23, Springer, 2007, pp.259-268. ISSN 0911-0119